# Любино (Николаевская область)
Любино (укр. Любине) — село в Снигирёвском районе Николаевской области Украины.
Основано в 1884 году. Население по переписи 2001 года составляло 121 человек. Почтовый индекс — 57330. Телефонный код — 512.

## Местный совет
57330, Николаевская обл., Снигирёвский р-н, с. Новопетровка, ул. Ленина, 73